# Universidade Federal do Estado do Rio de Janeiro

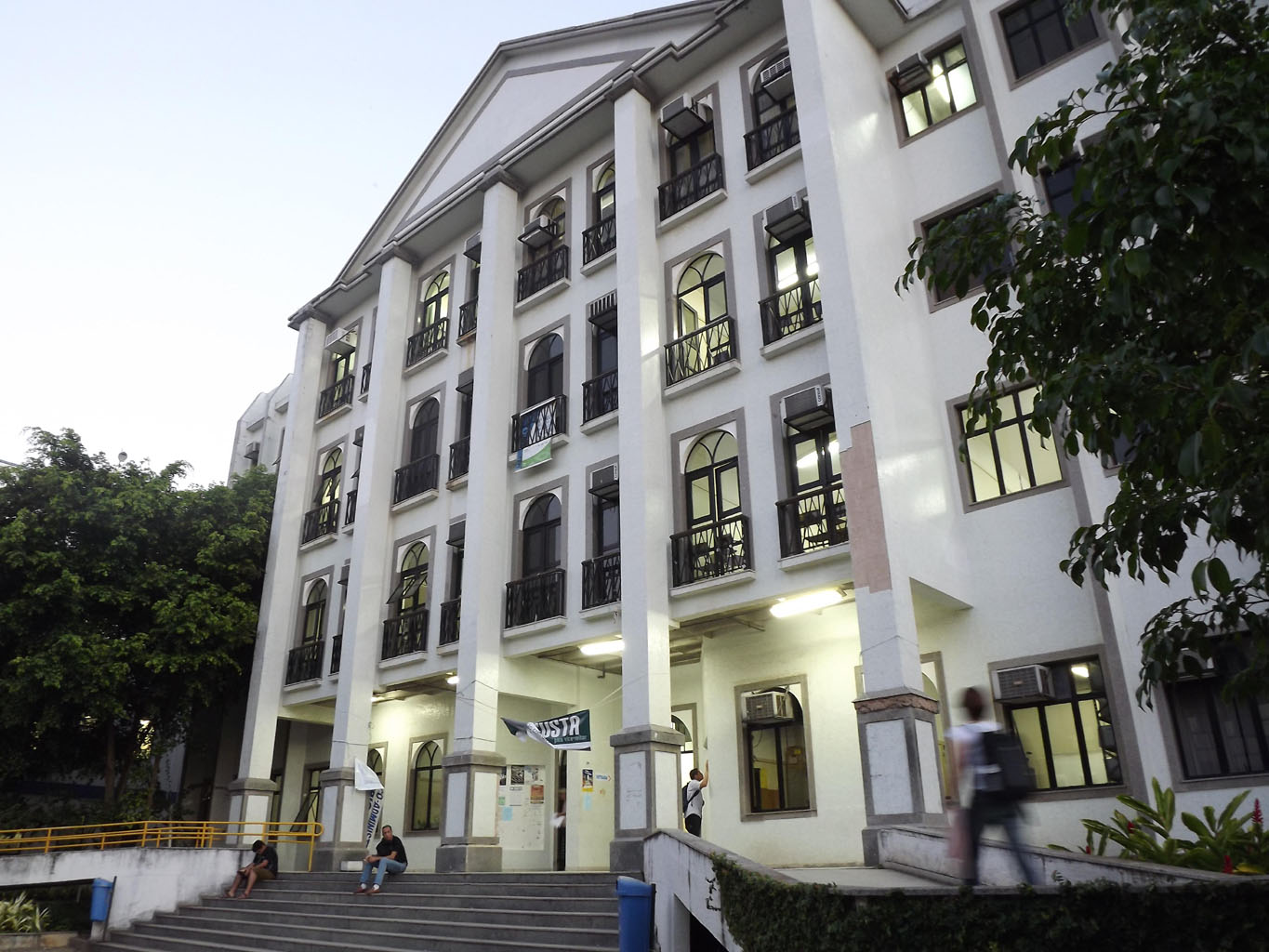
Fakultät für Humanwissenschaften

Die Universidade Federal do Estado do Rio de Janeiro (UNIRIO, deutsch: Bundesuniversität des Staates Rio de Janeiro) ist eine staatliche brasilianische Universität mit Sitz in Rio de Janeiro. Sie ist derzeit die drittbeste Universität in Brasilien und die siebtbeste Universität in Lateinamerika.
Mit vielen Campus und Fakultäten, die über den Bundesstaat Rio de Janeiro verstreut sind, umfasst es Institute, Schulen und andere Einrichtungen, darunter Museen, Krankenhäuser und das drittgrößte Ozeanbecken der Welt für die Erforschung der Offshore-Ölförderung.

## Geschichte
Die Federal University of the State of Rio de Janeiro (UNIRIO) ist eine öffentlich-rechtliche Stiftung des Bundeshochschulwesens. Es entstand aus der Föderation der isolierten Schulen des Bundesstaates Guanabara (Fefieg), die durch das Gesetzesdekret Nr. 773 vom 20. August 1969, gegründet wurde. (QS Rankings – 2018).
Die Gründung von Fefieg ermöglichte die Integration traditioneller Institutionen wie der Central School of Nutrition, der Alfredo Pinto Nursing School, dem National Theatre Conservatory (derzeit die Theatre School), dem Villa-Lobos Institute, der School of Medicine and Surgery Foundation von Rio de Janeiro und der Bibliothekarkurs an der Nationalbibliothek.
Mit der Fusion der Bundesstaaten Guanabara und Rio de Janeiro im Jahr 1975, änderte Fefieg seinen Namen in Federation of Isolated Federal Schools of the State of Rio de Janeiro (Fefierj). Zwei Jahre später wurden der Ständige Archivkurs (aus dem Nationalarchiv) und der Museumskurs (aus dem Nationalen Historischen Museum) in Fefierj eingegliedert.
Am 5. Juni 1979 wurde Fefieg durch Gesetz Nr . 6.655 unter dem Namen Universidade do Rio de Janeiro (UNIRIO) institutionalisiert. Und am 24. Oktober 2003 änderte man durch das Gesetz Nr. 10.750 den Namen der Universität in: Federal University of the State of Rio de Janeiro, aber das Akronym wurde beibehalten.

## Kurse
Die Kursliste bietet alle Optionen für Bachelor- (graduação), Master- (mestrado) und Ph.D.- (doutorado) Programme. Alle Kurse werden auf Portugiesisch angeboten. Die meisten Schulen und Institute nehmen Austauschstudierende mit dem Sprachniveau A1 auf. Dies kann je nach gewähltem Studiengang variieren.